# 芭芭拉·菲格罗亚

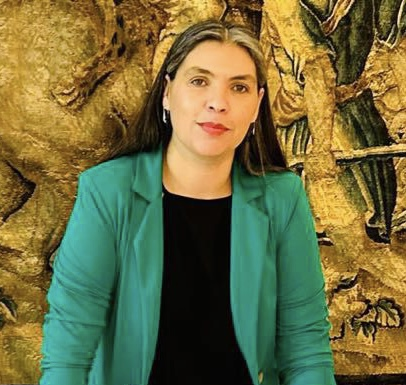
芭芭拉·菲格罗亚，摄于2023年

芭芭拉·凯瑟琳·菲格罗亚·桑多瓦尔（西班牙語：Bárbara Catherine Figueroa Sandoval；1979年4月14日—）是一位智利心理学家、哲学教师、工会活动家和政治人物。她出生于法国巴黎。她曾于2012年—2021年担任智利工人联合中心主席，还担任过智利教师协会的全国领导人。2022年3月31日—2023年9月24日，她担任智利驻阿根廷大使。2023年起，她担任智利共产党总书记。